# Ворота (сторожевое укрепление)
«Ворота» — в древней Руси на волоковых порубежьях (приграничное место) и сумежьях (промеж; общая граница) ряды сторожевых укреплений и даже городов, следы которых заметны и теперь в названиях волоковых урочищ и населённых мест .
К таким порубежным пунктам относятся и «ворота», которые устраивались по преимуществу в местах, укреплённых самой природой, и служили в то же время проезжими путями на рубеже. Подобные порубежные укрепления были и у других славянских народов, например у чехов.

## Упоминания в летописях
Начальная летопись («Повесть временных лет», XII век) указывает их и на галицко-лядском рубеже (по дороге от Решова в Судомир, где теперь селение Пржевратно), на галицко-угорских и волынско-ятвяжских границах.
Ипатьевская летопись называет их и в окрестностях городов Червена, Дорогичина и Санока, которые передали им свои имена и, вероятно, должны были поддерживать их в надлежащем виде. Верецкий перевал, где Русь граничила с Венгрией, в западных источниках назывался «Русскими воротами».
Память о «воротах» сохранилась, быть может, в знаменитых богатырских заставах народного эпоса, а также в таких названиях местностей, как, например, Воротец, Воротынец, Воротынск и др., встречающиеся на порубежьях.
Железными Воротами назывались:
- местность в Заволочье, на которую сделал неудачное нападение новгородец Улеб, как сообщает Никоновская летопись, под 1032 годом[2] ;
- город Дербент, известный на Руси под этим именем в XIV веке[2].